# Cellula staminale

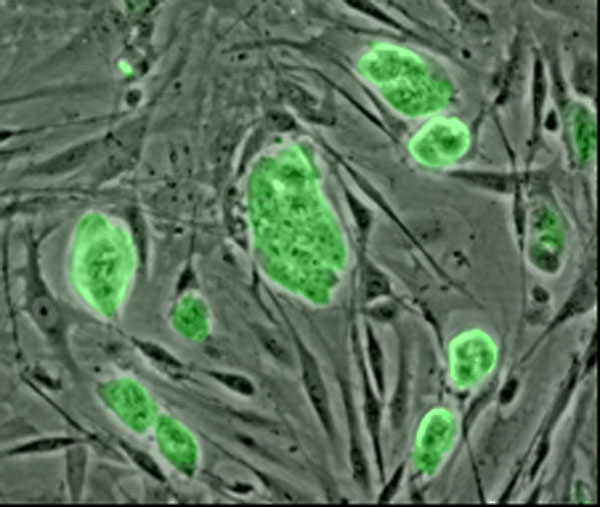
Cellule staminali embrionali di un topo

Le cellule staminali sono cellule primitive, non specializzate, dotate della capacità di trasformarsi in diversi tipi di cellule del corpo attraverso un processo denominato differenziamento cellulare. Sono oggetto di studio da parte dei ricercatori per curare determinate malattie, sfruttando la loro duttilità. Le cellule staminali possono essere prelevate da diverse fonti come il cordone ombelicale, il sacco amniotico, il sangue, il midollo osseo, la placenta, i tessuti adiposi, la polpa dentale, come anche dal cervello per le cellule staminali neurali.

## Caratteristiche distintive
Per poter essere definita come staminale, una cellula deve soddisfare due proprietà: l'autorinnovamento e la pluripotenza.
- L'autorinnovamento è stato identificato per la prima volta nel 1963 durante studi sul midollo osseo,[4] e rappresenta la capacità di tali cellule di compiere un numero illimitato di cicli replicativi mantenendo sempre il medesimo stadio differenziativo. Ciascuna cellula staminale realizza l'autorinnovamento, o tramite la divisione asimmetrica obbligata (la staminale dà origine ad un'altra staminale e ad una cellula destinata a differenziarsi) oppure mediante differenziamento stocastico (una popolazione di cellule staminali si conserva poiché esiste un numero pressoché uguale di staminali che generano altre due staminali replicandosi, accanto a staminali che invece generano due cellule destinate a differenziarsi).[5][6]
- La pluripotenza è la capacità di dare origine a una o più linee o tipi cellulari tramite il differenziamento. All'interno di questo concetto potrebbe essere anche compreso quello di transdifferenziamento, cioè la capacità di una cellula staminale in fase di differenziamento di cambiare la propria linea cellulare modificando il suo programma di sviluppo.[7]

### La potenza differenziativa
Le cellule staminali vengono classificate in base alla loro potenza, la potenzialità di differenziarsi nei vari tipi o linee cellulari.
- Totipotenza: la capacità di una singola cellula di dividersi e produrre tutte le cellule differenziate in un organismo, compresi i tessuti extraembrionali[8]. Le cellule staminali totipotenti sono le spore (nei funghi) e gli zigoti[9].

In alcuni organismi, le cellule già differenziate possono ritrovare la totipotenza. Ad esempio nelle coltivazioni in vitro di tessuti vegetali.
Nei mammiferi è conosciuta una singola cellula totipotente, denominata zigote; già fra la terza e la quarta divisione cellulare, le cellule iniziano a perdere la loro totipotenza. A questo punto avviene la formazione della morula, così chiamata perché l'uovo fecondato assume la forma di una piccola mora, composta all'incirca da sedici cellule.
- Pluripotenza: la capacità di una singola cellula di dividersi e di differenziarsi in uno qualsiasi dei tre strati germinali: endoderma (rivestimento interno dello stomaco, del tratto gastrointestinale, i polmoni), mesoderma (muscoli, ossa, sangue, urogenitale), o ectoderma (tessuti epidermici e del sistema nervoso)[14]. Tali cellule non possono per tanto dare origine ad un organismo adulto, perché non hanno il potenziale per contribuire ai tessuti extraembrionali, per esempio nel caso dei mammiferi placentati non possono dare origine alla placenta (tessuto extraembrionale). Queste derivano dalla massa interna del blastocista.
- Multipotenza: il potenziale di differenziarsi in un numero limitato di lignaggi cellulari; sono anche dette «cellule progenitrici». Un esempio di una cellula staminale multipotente è una cellula ematopoietica (una cellula staminale del sangue) la quale può svilupparsi in diversi tipi di cellule del sangue, ma non può svilupparsi in cellule cerebrali o altri tipi di cellule al di fuori dei tipi di cellule appartenenti al tessuto del sangue. Sono cellule considerate essere permanentemente impegnate ad una funzione tissutale specifica[15].
- Oligopotenza: la capacità di differenziarsi solo in alcuni tipi di cellule. Quali ad esempio di dare origine alla linea linfoide o mieloide[16]. Altri esempi di cellule progenitrici oligopotenti sono le cellule staminali vascolari che hanno la capacità di diventare o cellule muscolari lisce oppure endoteliali.
- Unipotenza: la capacità di differenziarsi in un singolo tipo di cellula; sono anche dette «cellule precursori». Ad esempio gli epatociti, che costituiscono la maggior parte del fegato, sono unipotenti. La capacità del fegato di rigenerarsi da un minimo del 25% della sua massa originaria è attribuita a questa proprietà[17], altri esempi sono dati dalle cellule staminali unipotenti cubiche o cilindriche presenti a livello dello strato germinativo dell'epidermide.

### Ciclo cellulare
La cellula staminale possiede le proprietà di poter entrare ed uscire dalla fase G0, detta anche fase dormiente del ciclo cellulare. 
Questa proprietà assicura alle cellule di poter permanere in uno stato di quiescenza a tempo indeterminato e di mantenere il proprio stato indifferenziato.
La cellula in questo stato non si riproduce.
A seconda dei segnali ambientali che la cellula riceve essa potrà andare incontro:
-ad una replicazione simmetrica o asessuata tipica dello stadio di sviluppo embrionale che aumenta il numero delle cellule staminali, 
-o potrà andare incontro alla modalità di divisione non simmetrica o sessuata, tipica della fase adulta, cioè produrre cellule figlie staminali specializzate.
Questo tipo di divisione asimmetrica asessuata, nel tempo garantisce la presenza di una cellula non-differenziata e quindi la possibilità di riparazione del tessuto labile a cui la cellula appartiene.
Nell'epidermide, ad esempio, la presenza di cellule staminali garantisce il ricambio cellulare qualora le cellule della pelle fossero diventate troppo vecchie o comunque incapaci di riprodursi.
Non tutti i tessuti hanno la capacità di auto-ripararsi o di auto-rinnovarsi: ciò dipende o dall'assenza, in quel tessuto, di cellule non-specializzate o di cellule labili.
I tessuti a parziale capacità di rinnovamento sono caratterizzati dalla presenza di cellule dette stabili. 
Invece le cellule staminali si definisconolabili quando sono sempre in attiva proliferazione (cheratinociti, cellule del midollo osseo e della mucosa digestiva), stabili quando operano seppure in maniera ridotta (ad esempio gli epatociti) e perenni quando cessano la loro attività di sostituzione/creazione di cellule (ad esempio cellule del sistema nervoso).

## Classificazione in base all'origine
Le cellule staminali possono essere classificate anche in base alla loro sorgente di derivazione:
- Cellula staminale placentare: sono le cellule staminali contenute nella placenta. Si possono estrarre cellule staminali dai villi coriali placentari[20][21] o da altri frammenti placentari come ad esempio la membrana amniotica. Si tratta di cellule staminali ad alto potenziale, con notevoli capacità replicative e caratteristiche idonee a molti utilizzi[22], alcuni dei quali - come ad esempio il trattamento di alcune patologie della vista - sono già diventati pratica clinica consolidata[23][24].
- Cellula staminale da villo coriale: sono contenute in quelle strutture della membrana placentare, denominate villi coriali[25][26][27]. Le cellule staminali dei villi coriali sono staminali mesenchimali con prospettive applicative in medicina rigenerativa, avendo buone capacità riproduttive e ottima stabilità genomica[20][28]. È possibile conservare ad uso autologo le cellule staminali presenti in un frammento dei villi coriali prelevati durante l'esecuzione della villocentesi[29] oppure da un frammento di placenta prelevato subito dopo il parto[21][30]: in entrambi i casi una cellula staminale da villo coriale conserva le proprie capacità riproduttive tipiche delle staminali embrionali unite alla stabilità genomica delle adulte ed all'assenza di complicazioni etiche.[31]
- Cellula staminale amniotica: provengono dal liquido amniotico e possono essere ottenute tramite amniocentesi. Queste cellule hanno caratteristiche biologiche molto simili alle cellule staminali embrionali, ma non hanno le controindicazioni di tipo etico legate alla distruzione dell'embrione. Sono molte le patologie per le quali è prevista l'applicazione sull'uomo dei risultati della ricerca ottenuti: dalle malattie della retina, al diabete, alle malattie neurodegenerative, alla chirurgia ricostruttiva, alle malattie rare[32][33][34][35][36][37][38][39][40][41][42][43][44][45][46][47][48][49][50][51][52][53][54]. Inoltre è stato dimostrato che le cellule staminali amniotiche possono addirittura ridiventare cellule staminali embrionali, con tutte le caratteristiche biologiche delle staminali embrionali ma senza i problemi etici e di stabilità genomica delle embrionali stesse[55].
- Cellula staminale ematopoietica: il sangue residuo della placenta e del cordone ombelicale costituisce una fonte di cellule staminali emopoietiche adulte (sono cellule staminali che danno origine a tutte le cellule del sangue). Dal 1988 queste cellule staminali da cordone ombelicale sono impiegate per curare il morbo di Gunther, la sindrome di Hurler, la leucemia linfocitica acuta e molte altre patologie che interessano in particolare i bambini. Il sangue è raccolto dal cordone ombelicale -  sia in caso di parto spontaneo che di taglio cesareo - facendo un prelievo (in circuito chiuso sterile) dalla vena ombelicale. Una volta raccolto, ne viene calcolato il volume e la quantità di globuli bianchi, che non devono essere inferiori, rispettivamente, a 60 ml e 800 milioni (la quantità dei bianchi minimi alla raccolta è spesso diversa da banca a banca, è però comunemente accettato il fatto che ad unità congelata non debbano essere inferiori a 800 milioni)[56][57][58][59][60][61][62].
- Cellula staminale adulta(AS): sono le cellule staminali presenti nell'individuo adulto; sono cellule non specializzate che si riproducono giornalmente per fornire alcune specifiche cellule: ad esempio 200 miliardi di globuli rossi sono generati ogni giorno nel corpo da cellule staminali emopoietiche adulte: questo processo è chiamato differenziazione (vedi morfogenesi). Le staminali adulte nello stroma del midollo osseo possono trasformarsi in cellule epatiche, neurali, muscolari, renali e follicolari[63][64][65]. Caratteristiche molto simili o identiche si ritrovano anche nelle cellule staminali contenute nel tessuto adiposo, presenti in abbondanza e facilmente prelevabili con una semplice lipoaspirazione. Il lipoaspirato può essere processato anche immediatamente, rappresenta pertanto la fonte maggiormente rapida per ottenere cellule staminali adulte mesenchimali.

Le cellule staminali adulte mantengono gradi di versatilità limitati, la differenziazione di un tipo di cellula staminale in un altro è stata definita transdifferenziazione.
- Cellula staminale embrionale (ES): sono cellule pluripotenti ricavate dalla massa cellulare interna della blastocisti. Queste cellule, una volta estratte, possono essere messe in coltura e fatte proliferare quali linee indifferenziate oppure si può procedere facendole differenziare nella linea cellulare voluta dal ricercatore. Grazie a questo tipo di cellule è stato scoperto molto sulla segnalazione e il differenziamento delle cellule degli embrioni, ma sono state anche utilizzate in esperimenti genetici nel topo volti alla comprensione della funzione di alcuni geni, dove sono stati generati topi knockout (cioè in cui è stato volutamente inattivato o deleto un gene dal DNA) e topi knockin (dove un gene è sostituito da una sequenza di DNA mutata). Queste cellule sono il principale strumento degli studi per la rigenerazione di alcuni tessuti che nell'organismo sono quiescienti o non proliferanti come ad esempio i cardiomiociti cardiaci, i neuroni o gli epatociti[75][76][77][78][79][80][81][82][83][84][85][86][87][88][89][90][91][92][93][94][95][96][97].
- Cellula staminale pluripotente indotta (iPS): gli scienziati giapponesi Kazutoshi Takahashi e Shinya Yamanaka sono stati i pionieri della riprogrammazione di cellule differenziate in cellule pluripotenti nel topo tramite induzione. Hanno dimostrato che la pluripotenzialità di una cellula staminale dipende dall'espressione di almeno quattro geni (Oct 3/4, c-Myc, Sox-2 e Kfl4), tutti fattori di trascrizione a cui si deve aggiungere una proteina homeobox chiamata Nanog che impedisce alle staminali di differenziarsi, anche se quest'ultima non risultò indispensabile. Per fare ciò hanno utilizzato dei fibroblasti umani che sono stati riprogrammati mediante trasfezione dei quattro geni sopra riportati, facendoli diventare cellule staminali pluripotenti.[98]. Un altro laboratorio ha condotto un esperimento simile utilizzando i geni Sox-2, Oct 3/4, Lin28 e Nanog.[99]. Le cellule riprogrammate risultato di questi esperimenti sono state chiamate cellule staminali pluripotenti indotte (iPS) e dato che sono generate a partire da cellule somatiche adulte non presenterebbero i problemi etici delle cellule staminali embrionali (ES) e potrebbero essere impiegate più diffusamente nelle terapie basate sulle cellule staminali. Un problema è che uno dei quattro geni, c-Myc e Kfl4, è un potente oncogeno, per cui si dovrebbero cercare altri geni che, pur generando iPS non siano oncogeni. Sembra che altri laboratori siano riusciti a produrre iPS facendo a meno di c-Myc.[100]

## Prelievo
Le cellule staminali che possono essere recuperate, a livello dell'embrione e del feto, durante lo sviluppo, rappresentano le cellule con una maggiore potenzialità di differenziazione.
È possibile, dall'embrione preimpianto allo stadio di blastocisti (ovuli fecondati in vitro), isolare le cellule del nodo embrionale e coltivarle: in questo modo si possono ottenere migliaia di cellule embrionali staminali la cui principale caratteristica è data dalla grande capacità di differenziarsi negli altri tipi cellulari; tale ricerca è il fulcro per lo sviluppo della medicina rigenerativa di tessuti ed organi danneggiati.

## Eventi chiave della ricerca sulle staminali
- 1909 - Alexander A. Maximow The lymphocyte as a stem cell, common to different blood elements in embryonic development and during the post-fetal life of mammals. Lecture with a demonstration, held at a special meeting of the Berlin Hematological Society on 1 June 1909 (Tradotto dal tedesco). Folia Haematologica 8.1909, 125-134 (L'originale in tedesco).
- 1960 - Joseph Altman e Gopal Das presentano prove di neurogenesi adulta e di attività da parte di cellule staminali nel cervello: quanto affermano contraddice il dogma di Cajal che escludeva la possibilità di formazione di nuovi neuroni
- 1961 - Ernest McCulloch e James Till illustrano la presenza di cellule staminali autorinnovanti nel midollo osseo di topo.
- 1968 - trapianto di midollo osseo tra due fratelli tratta con successo la ada scid.
- 1978 - vengono scoperte cellule staminali ematopoietiche nel cordone ombelicale umano.
- 1981 - vengono derivate cellule embrionali staminali di topo dalla massa cellulare interna.
- 1992 - cellule staminali neurali sono coltivate in vitro sotto forma di neurosfere.
- 1992 - Claudio Bordignon completa la prima procedura medica al mondo mirante alla terapia genica delle malattie ereditarie, usando cellule staminali come vettori per il materiale genetico.
- 1995 - Bill Clinton firma una legge che rende illegali fondi federali per la ricerca su cellule staminali ottenute con la distruzione dell'embrione.
- 1997 - si dimostra che la leucemia ha origine da cellule staminali ematopoietiche: è la prima prova diretta dell'esistenza di un nesso tra cellule staminali e cancro.
- 1998 - James Thomson e i suoi collaboratori derivano la prima linea di cellule staminali embrionali presso l'Università del Wisconsin-Madison.
- 2000 - vengono pubblicati numerosi studi sulla plasticità delle cellule staminali adulte.
- 2003 - Songtao Shi dell'NIH scopre una nuova fonte di cellule staminali adulte nei denti da latte dei bambini.
- 2004-2005 - Hwang Woo-Suk asserisce di avere creato numerose linee di cellule staminali embrionali umane da ovociti umani non fertilizzati. Si scopre che non era vero.
- 19 luglio 2006 - George W. Bush firma il veto della legge che avrebbe permesso l'uso di fondi federali per la ricerca su cellule staminali ottenute dalla distruzione dell'embrione.
- 7 gennaio 2007 - Un pool di scienziati, comprendenti l'italiano Paolo De Coppi, annuncia di aver scoperto cellule staminali nel liquido amniotico.
- 8 aprile 2008 - i fibroblasti si trasformano in cellule staminali pluripotenti, in grado di curare nei topi di laboratorio il morbo di Parkinson. Il risultato è pubblicato sulla rivista scientifica Proceedings of the National Academy of Sciences.
- Ottobre 2008 - Nasce in Lombardia la prima banca al mondo[senza fonte] per la conservazione delle cellule staminali del liquido amniotico.
- 9 marzo 2009 - Il presidente statunitense Barack Obama rimuove, con un ordine esecutivo, i limiti al finanziamento pubblico alla ricerca sulle cellule staminali embrionali.
- 8 marzo 2010 - Il gruppo statunitense di ospedali Caritas Christi sigla con Biocell Center un'intesa per la conservazione delle cellule staminali amniotiche prelevate nei propri centri.
- 20 gennaio 2011 - Muore Ernest McCulloch (scopritore delle cellule staminali).
- 26 agosto 2011 - Al Centro Europeo di Ricerca sulle cellule staminali di Terni viene dato il via, dal comitato etico regionale dell'Umbria, la sperimentazione delle cellule staminali sull'uomo.[101]
- 25 giugno 2012, presso l'Azienda ospedaliera Santa Maria di Terni, un'équipe guidata da Angelo Vescovi effettua il primo trapianto di cellule staminali neurali umane su un soggetto affetto da sclerosi laterale amiotrofica utilizzando cellule provenienti da un feto deceduto per cause naturali[102].
- 2022: ricercatori del Weizmann Institute of Science creano il primo embrione sintetico di topo a partire da cellule staminali, senza l'uso di sperma, uova o utero.[103]
- 2025 : produzione di un cuore umano (dopo un rene) a partire da cellule staminali di maiale, sopravvissuto un mese.[104][105]

## Banche di crioconservazione
Le "banche di conservazione delle cellule staminali" sono strutture con elevati standard di sicurezza, in cui le unità di cellule prelevate vengono stoccate in capienti contenitori di azoto criogenico fino al momento del loro eventuale utilizzo.
Le cellule staminali possono essere conservate immerse in celle di azoto liquido o di vapori di azoto a -170 / -190 °C (risospese in appropriati mezzi per la crioprotezione, come ad esempio il dimetilsolfossido o il glicerolo).
La legislazione che regolamenta le Banche di cellule staminali varia da Paese a Paese, e si differenzia a seconda della fonte di prelievo delle cellule (amniocentesi, cordone ombelicale, sangue, denti....) e dell'uso previsto (autologo o allogenico): in Italia la legislazione vieta solo la conservazione delle cellule cordonali ad uso autologo presso banche private, pur consentendone la conservazione presso strutture estere.
La conservazione autologa ha il vantaggio della totale assenza di fenomeni di rigetto in caso di autotrapianti di organi e tessuti, mentre lo svantaggio di tale pratica è rappresentato dal fatto che, in caso di leucemia, ad esempio, nel campione conservato siano presenti cellule tumorali leucemiche, così come nell'organismo malato del paziente: questo è il motivo per cui, principalmente, gli interventi effettuati nella pratica chirurgica sono a base di cellule staminali cordonali eterologhe, ottenute quindi da un donatore presumibilmente sano.
Le cellule vengono conservate perché si prevede che in futuro saranno un elemento di cura contro linfomi, leucemie e tumori, utile nella terapia genica e tissutale, nel trattamento di patologie ereditarie, ma per il momento, vengono utilizzate fondamentalmente in alternativa al trapianto di midollo osseo.
In Italia sono attive banche pubbliche di cellule cordonali e banche di cellule staminali di varia natura, tra cui le amniotiche.

### Banche di conservazione delle cellule staminali da cordone ombelicale
In alcuni ospedali, è però possibile effettuare la donazione delle cellule staminali cordonali, le quali vengono conservate presso banche situate in strutture pubbliche (la più grande è la Milano Cord Blood Bank presso l'Ospedale Maggiore, ne esistono altre presso gli ospedali di Pavia, Verona, Padova, Torino, Bologna, Genova, Treviso, Firenze, Pisa, Pescara, Roma, Napoli, San Giovanni Rotondo, Reggio Calabria, Sciacca). Molti altri ospedali pubblici italiani, dove non esiste una struttura interna deputata alla conservazione dei campioni, fungono da centri di raccolta del sangue cordonale, che viene poi distribuito alle banche pubbliche.
In Italia esistono solo banche cordonali pubbliche: infatti il decreto ministeriale del 18 novembre 2009 recita che "è vietata l'istituzione di banche per la conservazione di sangue dal cordone ombelicale presso strutture sanitarie private o presso società private";
Le banche pubbliche sono state istituite per conservare il sangue cordonale dei neonati per cui esiste un'elevata familiarità per alcune gravi patologie genetiche- si parla in questo caso di "conservazione autologa dedicata" - o per conservare il sangue cordonale che alcuni genitori decidono di donare affinché, in caso di compatibilità, possa essere trapiantato ad un bambino malato - si parla di "conservazione allogenica".
Nelle banche private l'unità di sangue prelevata dal cordone ombelicale di un bambino viene invece conservata a suo nome - si parla di "conservazione autologa" - e diventa a tutti gli effetti una sua proprietà; il sangue rimane così congelato fino al momento in cui dovesse servire allo stesso bambino (trapianto autologo) o eventualmente a un suo familiare compatibile.

### Banche di cellule da liquido amniotico
Vista l'alta capacità moltiplicativa, le staminali da liquido amniotico si possono conservare per se stessi autorizzando al contempo la possibilità di utilizzo per soggetti compatibili.
Le cellule amniotiche non rientrano concettualmente nella linea legislativa del sangue e dei suoi derivati, pertanto la loro conservazione è consentita in tutto il mondo.
Le cellule vengono estratte da un campione prelevato durante l'amniocentesi, successivamente amplificate ed espanse in laboratorio.

## Presunte applicazioni cliniche e mancanza di regolamentazione
L'attenzione dei ricercatori è focalizzata su eventuali futuri utilizzi a scopo clinico per altre patologie, per le quali le staminali potrebbero avere un potenziale d'uso, anche se al momento tali sviluppi sono ancora sostanzialmente lontani dalla pratica clinica.
Alcuni trattamenti "sperimentali" basati sulle cellule staminali, a volte presentati con toni enfatici ma senza che a questi corrisponda in realtà una solida evidenza scientifica, hanno spesso fatto leva sulla disperazione e le false speranze dei pazienti, e creato il business dei "viaggi della speranza" in diversi paesi del mondo, in cui sono sorte delle "cliniche private" che operano spesso fuori dalle regolamentazioni e dalle buone prassi cliniche internazionali.
L'ISSCR (la principale Società scientifica internazionale per la ricerca sulle cellule staminali) ha quindi emesso specifiche linee-guida per la ricerca e l'applicazione clinica in merito, mettendo fortemente in guardia i pazienti rispetto alla frequente presentazione di risultati volutamente esagerati e senza alcun fondamento reale nell'ambito di tali presunte "terapie", spesso accompagnate anche dall'omissione dei rischi relativi:
("Troppo spesso, al mondo, cliniche disoneste speculano sulle speranze dei pazienti, proponendo terapie con staminali prive di riscontri oggettivi, tipicamente in cambio di grandi somme di denaro, e senza fondamento scientifico, senza controlli indipendenti, senza protezione del paziente".)